# Berberismo

A bandeira berbere

O berberismo (em berbere: Taẓermaziɣt) ou amaziguismo  é um movimento político-cultural berbere de nacionalismo étnico, geográfico ou cultural, iniciado principalmente na Cabília (Argélia) e no Marrocos e, posteriormente, se espalhou para o resto das comunidades berberes no Norte da África. Um grupo berbere, os tuaregues, estiveram em rebelião contra o governo do Mali em 2012 e estabeleceram um Estado de facto independente chamado Azauade, que se identificou como berbere.
O movimento berberista na Argélia e em Marrocos se opõe à arabização cultural e à ideologia política pan-arabista.